# Avialliance
AviAlliance GmbH (vormals Hochtief AirPort GmbH (HTA)) ist ein deutscher Flughafeninvestor und -betreiber mit Sitz in Düsseldorf. 

## Hintergrund
Das Unternehmen wurde 1997 als Tochter von Hochtief gegründet; Hochtief gab Anfang Mai 2013 den Verkauf der Hochtief AirPort an den kanadischen Infrastrukturinvestor PSP Investments für zirka 1,1 Mrd. Euro bekannt.
AviAlliance erwirbt Beteiligungen an Flughäfen und betreibt diese – gemeinsam mit den anderen Anteilseignern – als eigenständige Wirtschaftsunternehmen. AviAlliance unterstützt das operative und wirtschaftliche Management der Flughafenbeteiligungen.
AviAlliance hält Beteiligungen an sieben Flughäfen:
- Aberdeen, 78 Prozent[4]
- Athen, etwas über 50 Prozent[5], seit 1996
- Düsseldorf, 30 Prozent[6], seit 1997 (erste Flughafenteilprivatisierung Deutschlands)
- Glasgow, 78 Prozent[4]
- Hamburg, 49 Prozent[7], seit 2000
- San Juan, 40 Prozent, seit 2017
- Southampton, 78 Prozent[4]

Eine Minderheitsbeteiligung am Flughafen Sydney wurde im September 2013 veräußert, der Anteil am Flughafen Tirana im Oktober 2016. Im Juni 2024 wurde eine Mehrheitsbeteiligung am Flughafen Budapest verkauft.